# Александри, Лев Николаевич
Лев Николаевич Александри (1889, Кишинёв, Бессарабская губерния, Российская империя — СССР) — советский государственный деятель и ответственный партийный работник.

## Биография
Родился в 1889 году в Кишинёве Бессарабской губернии, из дворян. Преследовался царской охранкой за революционную деятельность, прошёл революционную эмиграцию, член РКП(б). Образование получил в архитектурном университете Цюриха. С 1915 года находился в составе военной организации ЦК РСДРП(б). Участник Гражданской войны, на должности политического комиссара Южного участка отрядов завесы (5 августа 1918 — 11 сентября 1918). Член Реввоенсовета 8-й армии РККА Южного фронта (3 октября 1918 — 28 января 1919), 13 армии РККА Южного фронта (5 марта — 27 июня 1919). Впоследствии работал в системе наркомата иностранных дел, в 1921 году зафиксирован в должности советника Полномочного представительства РСФСР в Латвии, затем служил в наркомате тяжёлой промышленности. С 10 июня 1935 года директор Научно-исследовательского института архитектуры при Всесоюзной Академии Художеств. В конце 1935 года назначен заместителем директора Всесоюзной Академии Художеств. 13 августа 1937 года приказом Всесоюзного комитета по делам искусств при СНК РСФСР был освобождён от должности и исключён из списков служащих ВАХ. Репрессирован.

## Научные работы
- Александри Л. Н. Бессарабия и бессарабский вопрос. — М., [1924.]